# Coppo di Marcovaldo
Coppo di Marcovaldo (* wahrscheinlich in Florenz um 1225; † ca. 1276) war ein italienischer Maler, der zwischen 1250 und 1275 tätig war.

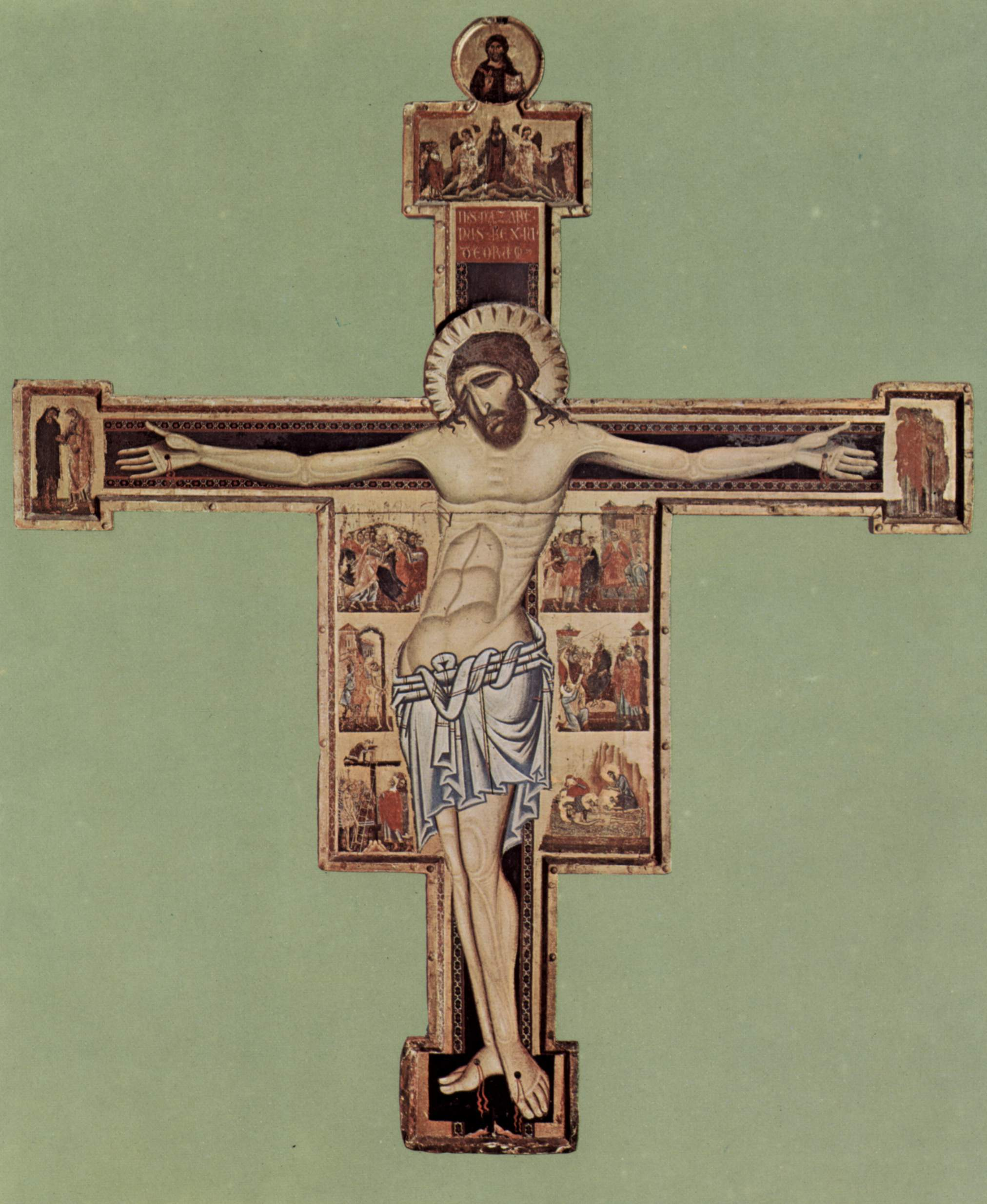
Kruzifix, San Gimignano, Pinacoteca Civica

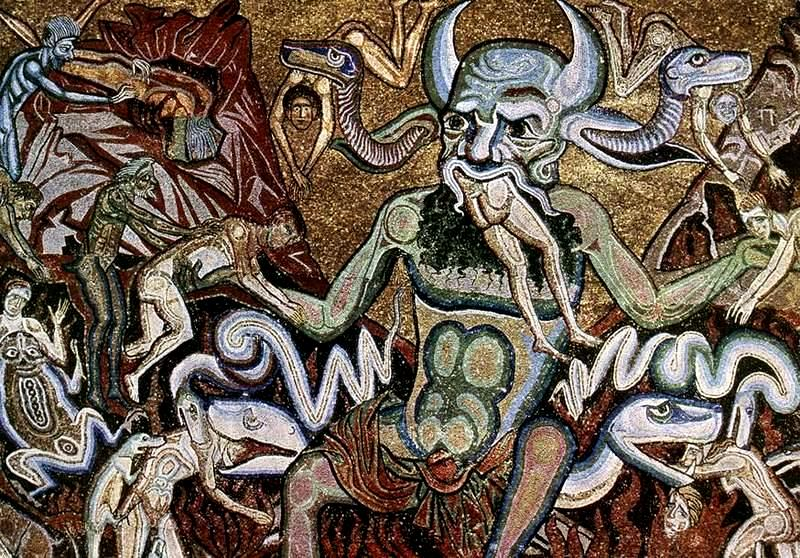
Höllenszene im Baptisterium San Giovanni

## Leben
Coppo di Marcovaldo gilt als einer der Hauptmeister der toskanischen Malerei der zweiten Hälfte des 13. Jahrhunderts. Über seine Herkunft und Ausbildung ist nichts bekannt. Seine frühen Werke zeigen allerdings einen starken byzantinischen Einfluss. Anscheinend war er aber auch mit karolingischen Miniaturmalereien vertraut, denn es gelang ihm, diese beiden Stile in seinen frühen Bildern zu verbinden. Aus den kraftlosen byzantinischen Vorbildern vermochte er neue, hochdramatische und gefühlsbetonte Motive zu schaffen. Er malte mächtige, kraftvolle Gestalten mit lebhaften Licht- und Schattenspielen und harten Trennlinien zwischen den Drapierungen.
Im Jahre 1260 wird Coppo di Marcovaldo auf der Liste der Kämpfer der Schlacht von Montaperti geführt. Obwohl nicht sicher belegt, ist anzunehmen, dass er dabei in sienesische Gefangenschaft geriet, denn 1261 malte und datierte er in Siena seine sogenannte „Madonna del Bordone“ (Basilica di San Clemente in Santa Maria dei Servi). In der Folgezeit scheint er stark von der sienesischen Malerei beeinflusst worden zu sein. Seine Motive wurden, obwohl farbenprächtiger, sehr viel trauriger. Verstärkt arbeitete er mit Gold, dem er nun in seinem Farbenspiel einen ganz besonderen Glanz verlieh. Gleichzeitig übte er einen nicht zu unterschätzenden Einfluss auf die sienesische Malerei selbst aus. Unter den sichtlich von ihm beeinflussten Künstlern gehörte unter anderem Guido da Siena, einer der Hauptmeister der sienesischen Malerei. Gleichzeitig war er der Lehrer seines Sohnes Salerno, mit dem er zusammen, etwa um 1274 in Pistoia den Auftrag erhielt, fünf „schöne Bilder“ für den Dom zu malen. Von diesen Tafeln hat sich nur ein Werk erhalten, welches aus stilistischen Gründen überwiegend dem Sohn zugewiesen wird.

## Ausgewählte Werke
- Birmingham, Barber Institute

Die Kreuzigung Christi.
- Florenz, Baptisterium San Giovanni

Das Jüngste Gericht. (Mosaik)
- Florenz, Santa Croce

Der heilige Franziskus mit Szenen aus seinem Leben.
- Florenz, Santa Maria Maggiore

Szenen aus dem Leben Mariae. um 1250–1260 (mit Werkstattbeteiligung)
- Orvieto, San Martino dei Servi

Thronende Maria mit dem Kinde. um 1265–1268
- San Casciano in Val di Pesa, Museo d’Arte Sacra

Der Erzengel Michael mit Szenen aus seinem Leben.
- San Gimignano, Pinacoteca Civica

Kruzifix. um 1255–1260
- Siena, Basilica di San Clemente in Santa Maria dei Servi

Madonna del Bordone. 1261
- Verbleib unbekannt

Maria mit dem Kinde. (unvollendetes Werk)